# Ю Юн
Ю Юн (кит. 尤勇, пиньинь Yóu Yǒng; род. 13 декабря 1963) — китайский актёр. В 1979 году Ю Юн поступил в Сианьское драматическое училище (西安 话 剧院). В 1984 году поступил в Шанхайскую театральную академию. После окончания в 1988 году он появился в своем первом фильме — «Одержимость». Съемка в этом фильме ознаменовало начало его карьеры. Его самыми известными ролями являются полицейские и военные офицеры.

## Фильмография

### Фильмы
| Год  |   | Русское название                   | Оригинальное название | Роль            |
| ---- | - | ---------------------------------- | --------------------- | --------------- |
| 1988 | ф | Одержимость                        | 疯狂的代价            |                 |
| 1989 | ф |                                    | 庭院深深              |                 |
| 1990 | ф | Старый ресторанчик                 | 老店                  |                 |
| 1991 | ф | Колокол храма Цинлянсы             | 清凉寺的钟声          |                 |
| 1992 | ф |                                    | 狂                    |                 |
| 1992 | ф |                                    | 消失的女人            |                 |
| 1992 | ф |                                    | 烦恼家庭              |                 |
| 1993 | ф |                                    | 龙虎群英              |                 |
| 1994 | ф |                                    | 危情少女              |                 |
| 1996 | ф |                                    | 龙城正月              |                 |
| 1996 | ф |                                    | 太阳有耳              |                 |
| 1997 | ф | Сохраняй спокойствие               | 有话好好说            |                 |
| 1999 | ф | Аварийная посадка                  | 紧急迫降              |                 |
| 1999 | ф | Пасторальные мечты                 | 梦幻田园              |                 |
| 2000 | ф |                                    | 緊急迫降              |                 |
| 2001 | ф |                                    | 绝対情感              |                 |
| 2004 | ф | Мир без воров                      | 天下无贼              | Вор № 2         |
| 2004 | ф | Горячие новости                    | 大事件                | Чун             |
| 2005 | ф | Выборы                             | 黑社会                | капитан полиции |
| 2005 | ф |                                    | PTU女警之偶然陷穽     |                 |
| 2006 | ф | Выборы 2                           | 黑社会:以和为贵       |                 |
| 2007 | ф | Треугольник                        | 铁三角                | Полицейский     |
| 2007 | ф | Полёт бабочки                      | 蝴蝶飞                |                 |
| 2008 | ф | Битва у Красной скалы              | 赤壁                  | Лю Бэй          |
| 2009 | ф | Великое дело основания государства | 建国大业              | Бай Чунси       |
| 2010 | ф | Без водителя                       | 无人驾驶              |                 |
| 2014 | ф | Переправа                          | 太平轮                |                 |

### Сериалы
| Год  |   | Русское название     | Оригинальное название | Роль                                 |
| ---- | - | -------------------- | --------------------- | ------------------------------------ |
| 2006 | с | Юэ-ван Гоуцзянь      | 越王勾践              | Фучай / 夫差                         |
| 2011 | с | Путешествие на Запад | 西游记                | правитель страны Баосян / 宝象国国王 |